# Koppe baerti
Koppe baerti là một loài nhện trong họ Corinnidae.
Loài này thuộc chi Koppe. Koppe baerti được Christa L. Deeleman-Reinhold miêu tả năm 2001.